# Dicrolene multifilis
Dicrolene multifilis är en fiskart som först beskrevs av Alcock, 1889.  Dicrolene multifilis ingår i släktet Dicrolene och familjen Ophidiidae. IUCN kategoriserar arten globalt som livskraftig. Inga underarter finns listade i Catalogue of Life.